# مرتضی نعمتی
مرتضی نعمتی Morteza Nemati(زاده ۲۰ اسفند ۱۳۷۹ در قم) ورزشکار و کاراته کا اهل استان قم در ایران است. وی در تمامی رده های مختلف عضو تیم ملی کاراته ایران بوده است.

## زندگی نامه
مرتضی نعمتی کاراته را از سن ۱۰ سالگی زیر نظر استاد سید علی خلیلی آغاز نمود و از سال ۹۵ به عضویت تیم ملی درآمد و در طی این سال ها در اردو های تیم ملی زیر نظر اساتید همچون علیرضا سلیمانی ، مجید عبدالحسینی، مهران بهنامفر ، حسن روحانی ، شهرام هروی ، علیرضا کتیرایی ، سعید فرخی ، نادر جودت فعالیت نموده . و هم اکنون عضو تیم ملی بزرگسالان کاراته ایران در وزن منفی ۷۵ کیلوگرم است .

### تحصیلات
مرتضی نعمتی فارق التحصیل از دانشگاه قم است ، و هم اکنون دانشجوی کارشناسی ارشد در رشته تربیت بدنی است .